# Phaegorista zebra
Phaegorista zebra is een vlinder uit de familie spinneruilen (Erebidae). De wetenschappelijke naam is voor het eerst geldig gepubliceerd in 1897 door Butler.
De soort komt voor in tropisch Afrika.